# Randova nadace
Randova nadace je jedna z nejstarších nadací v České republice. Byla založena roku 1876 v době hospodářské krize prof. Antonínem Randou s cílem podpořit mladé nadané studenty práv.

## Historie
Nadace pokračovala ve své činnosti i po Randově smrti v roce 1914. Její činnost byla přerušena dvěma totalitními režimy, nacismem a komunismem, které její finanční prostředky zkonfiskovaly. Po roce 1990 obnovil spolek českých právníků Všehrd z iniciativy Dr. Antonína Baitlera svou nadační činnost. Zároveň založil Randův pravnuk prof. Dr. Jan S. Kruliš-Randa spolek na podporu českých studentů ve Švýcarsku „Randa Verein“. Cílem „Randa Verein“ v Curychu je umožnit studium různých oborů soukromého a evropského práva, jejichž znalost nebyla za komunismu u Československu příliš prohlubována.

### Cíle
Randova nadace se zaměřuje zejména na podporu studentů právnických fakult a mladých talentovaných právníků. Klade si za cíl umožnit zájemcům o problematiku práva získat nové zkušenosti a podpořit jejich vědeckou činnost.

### Úspěchy
Mezi úspěchy lze zařadit, mimo jiné, následující:
- Ocenění prof. Dr. Jana S. Kruliše-Randy medailí Za zásluhy
- Finanční příspěvky třem studentům na postgraduální studia v Německu a Švýcarsku
- Aktivní podpora Spolku českých právníků Všehrd